# 雨龍郡
雨龍郡（日语：／ Uryū gun */?）為日本北海道的郡，同時跨越了空知綜合振興局和上川綜合振興局的轄區。
郡名源自阿伊努語的「urir-o-pet」(很多鸕鶿的河川）。

## 轄區
轄區包含6町：
- 空知綜合振興局
  - 妹背牛町
  - 秩父別町
  - 雨龍町
  - 北龍町
  - 沼田町
- 上川綜合振興局
  - 幌加內町

## 沿革

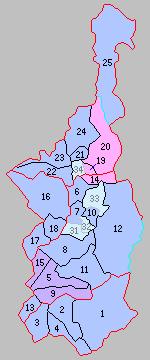
北海道一・二級町村制施行時雨龙郡下辖町村（19.深川村 20.一已村 21.秩父别村 22.雨龙村 23.北龙村 24.上北龙村 25.幌加内村 桃色：深川市 水色：分立現存町村 34.妹背牛村）

- 1869年8月15日：北海道設置11國86郡，石狩國雨龍郡成立。
- 1897年11月：北海道實施支廳制，雨龍郡隸屬空知支廳之管轄，此時雨龍郡下轄深川村和雨龍村。[2]（2村）
- 1899年5月27日：北龍村從雨龍村分村。（3村）
- 1901年10月16日：一已村和秩父別村從深川村分村。（5村）
- 1902年4月1日：深川村成為北海道二級村。[3]
- 1906年4月1日：一已村、秩父別村成為北海道二級村。
- 1907年4月1日：深川村改為北海道一級村。
- 1914年4月1日：上北龍村從北龍村分村。（6村）
- 1915年4月1日：（7村）
  - 多度志村從一已村分割獨立設置為北海道二級村。
  - 雨龍村[4]和北龍村分別成為北海道二級村。
- 1918年1月1日：深川村改制為深川町（北海道一級町）。（1町6村）
- 1918年4月3日：幌內加村從上北龍村分村。（1町7村）
- 1919年4月1日：上北龍村成為北海道二級村。
- 1920年6月1日：納內村從一已村分割獨立設置為北海道二級村。（1町8村）
- 1921年4月1日：一已村改為北海道一級村。
- 1922年4月1日：上北龍村改名為沼田村。
- 1923年1月1日：妹背牛村從深川町分割獨立設置為北海道一級村。（1町9村）
- 1923年4月1日：
  - 秩父別村改為北海道一級村。
  - 晃加內村成為北海道二級村。
- 1939年4月1日：沼田村改為北海道一級村。
- 1943年6月1日：北海道一級二級町村制廢止，雨龍村、北龍村、多度志村、納內村、幌加內村改為內務省指定村。
- 1946年10月5日：指定町村制廢止。
- 1947年7月1日：沼田村改制為沼田町。（2町8村）
- 1952年2月11日：妹背牛村改制為妹背牛町。（3町7村）
- 1959年9月1日：（5町5村）
  - 秩父別村改制為秩父別町。
  - 幌加內村改制為幌加內町。
- 1961年9月1日：（7町3村）
  - 雨龍村改制為雨龍町。
  - 北龍村改制為北龍町。
- 1962年5月1日：多度志村改制為多度志町。（8町2村）
- 1963年5月1日：深川町、一已村、納內村和空知郡音江村合併為深川市，並脫離雨龍郡之管轄。（7町）
- 1970年4月1日：多度志町被併入深川市。（6町）